# Палермски камък
Палермски камък се нарича част от стела, на която са изписани с йероглифи царски анали на Древен Египет. Тя е важен източник за ранната история на Египет. Съдържа списък на царете, като се започне с преддинастическия период и приключва с периода на Старото царство.
Камъкът представлява разчертана таблица с имената на фараоните на Древен Египет. До всяко име има списък с основните постижения по време на царуването на фараоните – построени големи храмове, жертвоприношения на боговете, завоевания. Неизменен атрибут на всеки запис е показател за нивото на река Нил.
Стелата не е достигнала до нас в цялост. Има няколко парчета на аналите. Най-голямото се намира от 1877 г. в Археологическия музей в Палермо, Италия, откъдето идва името на този фрагмент. Представлява голяма плоча, издълбана от черен базалт. Първоначалният ѝ размер според египтолозите е бил повече от 2 метра на около 61 см. Текстът на аналите е изсечен от 2-те страни на камъка. Обратната му страна е в по-лош вид от лицевата. Палермският камък днес представлява само малка частица от оригиналната стела. Неговите размери са 43,5 × 25 cm.
Текстът на аналите е изписан в средата на V династия (2494 – 2345 пр.н.е.)